# Fredenbeck
Fredenbeck (dolnoniem. Freenbeek) – gmina w Niemczech, w kraju związkowym Dolna Saksonia, w powiecie Stade, siedziba gminy zbiorowej Fredenbeck.